# Guillem Roca i Sanpere
Guillem Roca i Sanpere (Terrassa, 1860 - Madrid, 1939) fou un pintor català.
Format a l'Escola de Belles Arts de la Llotja de Barcelona, va ser director de l'Escola de Belles Arts de Figueres i molt probablement fou en aquesta estada a la capital de l'Alt Empordà quan va pintar Mercat de bous, en la línia de la pintura realista i costumista, obra conservada al Museu de l'Empordà de Figueres
A la Casa Masó de Girona es conserven sis pintures signades per Guillem Roca. Es tracta de quatre retrats de figures humanes i dos paisatges.

## Referències

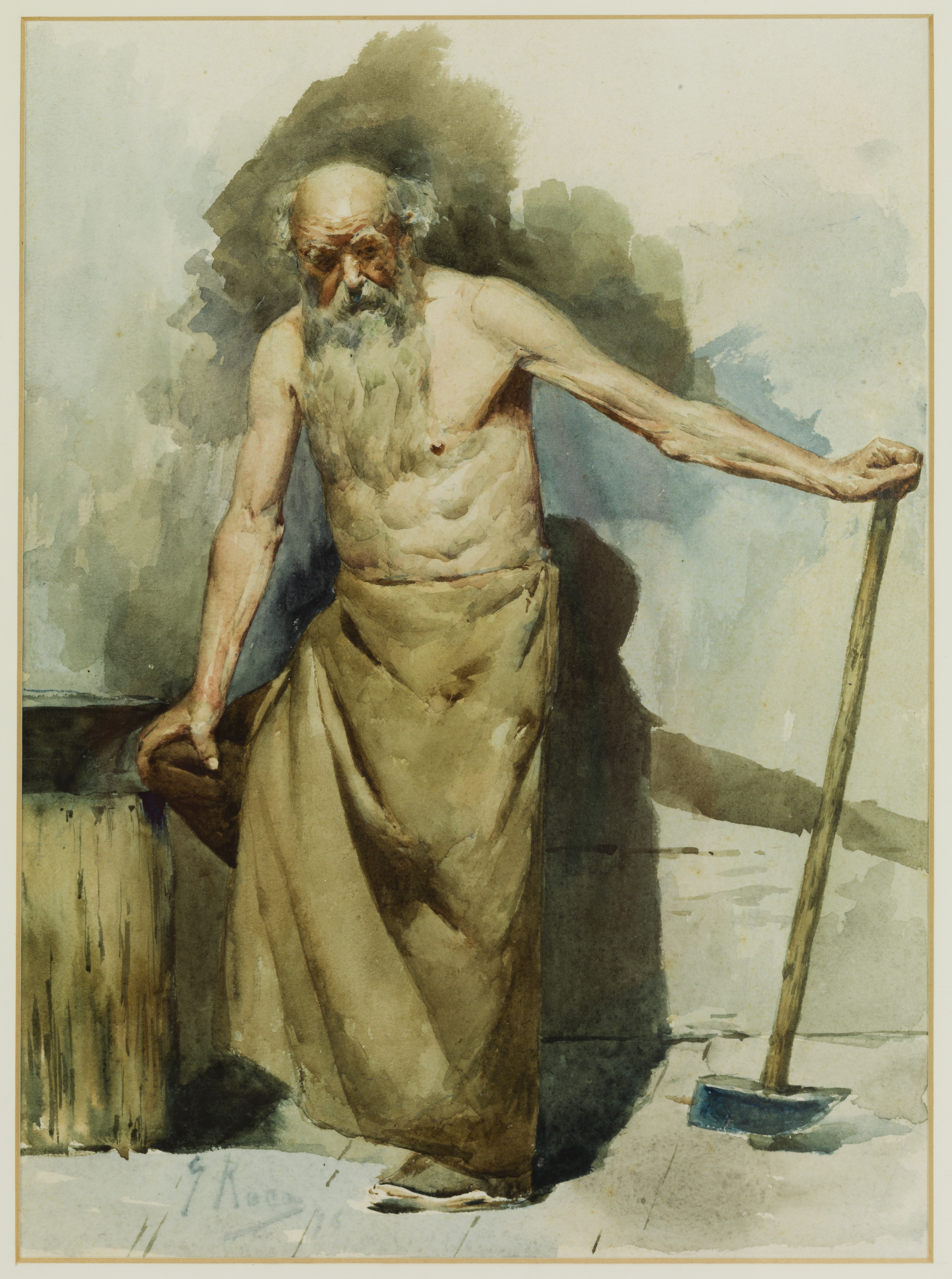
Guillem Roca Senpere. Ferrer (c. 1891-1894) Fundació Rafael Masó